# Максин, Ксенофонт Павлович
Ксенофо́нт Па́влович Ма́ксин (1911 год — 14 сентября 1943) — участник Великой Отечественной войны, командир стрелкового батальона 205-го гвардейского стрелкового полка 70-й гвардейской стрелковой дивизии 13-й армии Центрального фронта, Герой Советского Союза, гвардии капитан.

## Биография
Родился в 1911 году в селе Троицкое ныне Башмаковского района Пензенской области, Россия (по другим данным — в селе Шипуново Шипуновского района Алтайского края) в крестьянской семье. Русский. Член КПСС с 1940 года. После окончания четырёх классов начальной школы работал в селе.
В 1932 году призван в ряды РККА. В 1936 году окончил курсы младших лейтенантов. В 1942 году — Высшие стрелково-тактические курсы усовершенствования командного состава пехоты «Выстрел». На фронтах Великой Отечественной войны с июля 1942 года. Принимал участие в Сталинградской битве, битве на Курской дуге, Черниговско-Припятской наступательной операции.
В июле 1943 года на Курской дуге батальон гвардии капитана Максина за пять дней боёв уничтожил 18 танков противника. В ходе Черниговско-Припятской операции принимал участие в освобождении городов Глухов (Сумская область), Бахмач (Черниговская область). Погиб в бою 14 сентября 1943 года в районе сёл Евлашевка (ныне Красносельское) и Комаровка Борзнянского района Черниговской области. Похоронен в братской могиле в селе Комаровка.
Указом Президиума Верховного Совета СССР от 16 октября 1943 года за образцовое выполнение боевых заданий командования и проявленные при этом мужество и героизм гвардии капитану Ксенофонту Павловичу Максину присвоено звание Героя Советского Союза (посмертно).